# گرگین‌آباد (بهاباد)
گرگین‌آباد، روستایی است از توابع بخش بهاباد شهرستان بهاباد در استان یزد ایران.

## موقعیت
روستای گرگین آباد در شمال شهر بهاباد استان یزد و در فاصله ۱۳ کیلومتری از آن واقع گردیده‌است. دارای آب و هوای گرم و خشک و در حاشیه کویر قرار دارد. شغل مردم این روستا کشاورزی دامپروری و معدن کاری  می‌باشد این روستا دارای ۲ چاه کشاورزی می‌باشد که آب مورد نیاز جهت انجام امور کشت و زرع را فراهم می‌کند. محصولات کشاورزی شامل گندم، جو، پنبه، خربزه، زیره، پسته، انارو… می‌باشد

## جمعیت
این روستا در دهستان جلگه قرار داشته و براساس سرشماری سال ۱۳۸۵جمعیت آن ۳۶۸نفر (۹۸خانوار) بوده‌است.